# Judith Waintraub
Cet article possède un paronyme, voir Weintraub.
Judith Waintraub est une journaliste française née en 1963 à Boulogne.

## Parcours
Judith Waintraub est attachée depuis 2010 à l'hebdomadaire Le Figaro Magazine. Elle a auparavant suivi la droite au service politique du quotidien Le Figaro après avoir dirigé la rubrique « société » du défunt Quotidien de Paris, au début des années 1990. 
Elle intervient[Quand ?] comme éditorialiste sur LCI, Le Débat des grandes voix d'Europe 1, et L'Heure des Pros sur CNews.

## Polémique
Elle crée la polémique sur Twitter en 2020 en associant aux attentats du 11 septembre 2001 une étudiante voilée qui proposait des recettes de cuisine à faible coût en vidéo, puis est menacée de mort,,. La réaction de personnalités politiques, soutenant la journaliste sans avoir un mot sur son tweet jugé islamophobe, fait l'objet de critiques dans Libération.

## Publication
- Michel Rocard - Entretien, Flammarion, coll. « Mémoire vivante », 2001